# Brian Shenton
Brian Shenton (15. března 1927 Doncaster – 9. května 1987) byl britský atlet, sprinter, mistr Evropy v běhu na 200 metrů z roku 1950.

## Sportovní kariéra
Na evropském šampionátu v Bruselu v roce 1950 zvítězil v běhu na 200 metrů, britská štafeta na 4 x 100 metrů, jejímž byl členem, skončila čtvrtá. Olympiáda v Helsinkách o dva roky později pro něj nedopadla příliš úspěšně – nepostoupil do semifinále na 200 metrů. Při svém startu na dalším mistrovství Evropy v Bernu v roce 1954 byl členem stříbrné britské štafety na 4 x 100 metrů, ve finále běhu na 200 metrů doběhl čtvrtý. Jeho osobní rekordy na 100 (10,6) i 200 metrů (21,2) pocházejí z roku 1956.